# FC Kutzhof
Der FC Kutzhof ist ein Fußballverein aus dem zum saarländischen Heusweiler gehörenden Kutzhof.

## Geschichte
Der FC Kutzhof wurde 1957 gegründet. Der sportliche Aufschwung des Vereins begann Ende der 1990er Jahre, als man innerhalb von drei Jahren von der Kreisliga A, über die Bezirks- und Landesliga bis in die Verbandsliga Saar aufsteigen konnte.
2005 konnte Kutzhof erstmals den Saarlandpokal gewinnen. Im Finale in Schiffweiler gegen den 1. FC Saarbrücken II stand es zur Pause 3:3. In der zweiten Halbzeit ging Kutzhof schnell in Führung, bekam aber eine Minute vor Spielschluss den 4:4-Ausgleichstreffer. Weil die Verlängerung torlos blieb, musste das Elfmeterschießen entscheiden, das Kutzhof 7:6 gewann (Kutzhof verschoss dabei vier Elfmeter, Saarbrücken II sogar fünf). Damit erreichte der FC Kutzhof zum bisher einzigen Mal in der Vereinsgeschichte den DFB-Pokal, wo er dem Bundesligisten Borussia Mönchengladbach am 21. August 2005 in der 1. Hauptrunde mit 0:3 unterlag. Das Spiel wurde vor 8.000 Zuschauern im Saarbrücker Ludwigsparkstadion ausgetragen.
In der Saison 2005/06 gewann der Verein die Meisterschaft in der Verbandsliga Saar und hätte somit in die Oberliga Südwest aufsteigen können. Aus finanziellen Gründen zog der Verein seine Mannschaft jedoch am 10. Juli 2006 vom Oberligaspielbetrieb zurück. In der Saison 2009/10 startete der Verein in der zehntklassigen Kreisliga A Ill-Theel. 2014 erfolgte der Aufstieg in die Bezirksliga Neunkirchen und 2019 in die Landesliga Nord.

## Erfolge
- Meister der Kreisliga A Ill/Theel 1998
- Meister der Bezirksliga Nord 1999
- Meister der Landesliga Nordost 2000
- Saarlandpokalsieger 2005
- Meister der Verbandsliga Saar 2006
- Meister der Bezirksliga Neunkirchen 2019

## Bekannte ehemalige Spieler
- Enver Marina (2004–2006)
- Marco Dittgen (2004–2005)
- Michael Fleck (2006)
- Željko Dakić (2003–2005)

## Stadion
Der FC Kutzhof trägt seine Heimspiele auf dem 2.000 Zuschauer fassenden Sportplatz Renkertsmühle aus.